# Warner Music Group
Warner Music Group je americké hudební vydavatelství se sídlem v New Yorku.
Jeho historie sahá do roku 1929, kdy Jack Warner, prezident Warner Bros. založil Music Publishers Holding Company (MPHC). Současný název společnosti byl poprvé použit až v roce 2003. Mezi dceřiné společnosti patří např. Atlantic Records, Elektra Records, Roadrunner Records nebo Reprise Records. V současné době je to třetí největší hudební vydavatelství (po Universal a Sony BMG)
Od roku 2011 je součástí koncernu i české nakladatelství Monitor.